# E-3 비자
E-3 비자는 미국 이민법에 규정된 50가지 미국의 비자 중의 하나이다. FTA를 체결한 호주만을 위한 전문직 취업비자이다. 1년에 10,500명의 호주인들에게 비자가 발급된다.

## E-3 KOREA
2013년 5월 7일 오바마 대통령은 박근혜 대통령과의 워싱턴 정상회담에서, E-3 KOREA 전문직 취업비자를 매년 15,000개 발급하는데 동의했다.
학사학위 이상이어야 하며, 미국 현지의 회사로부터 채용되어야 한다. 미국 노동부 인터넷 사이트를 통해 노동조건신청서(LCA)를 신청해 승인받은 다음, 미국 이민국에의 신청(신청료 30만원) 없이, 서울의 주한미대사관에서 E-3 비자를 바로 발급받는다.
2년마다 갱신해야 하며, 직업이 유지되는 한 무제한으로 갱신할 수 있다.
그러나 일반적인 전문직 취업비자인 H-1B 비자와는 달리 이민의도를 인정받지 못한다. H-1B 비자를 별도로 신청할 수 있다. 따라서 영주권을 발급받기 위해서는 E-3 비자에서 H-1B 비자로 변경하는 것이 바람직하다.